# Юліу Хоссу
Юліу Хоссу (рум. Iuliu Hossu; 30 січня 1885, Мілаш — 28 травня 1970, Бухарест) — румунський греко-католицький єпископ єпархії Клуж-Ґерли (1917—1970), громадсько-політичний діяч, кардинал. Блаженний.

## Життєпис
Ієрейське рукоположення отримав 27 березня 1910 року в Римі з рук єпископа Васіле Хоссу. У 1911—1914 роках виконував наступні обов'язки: протоколіст, архівіст, бібліотекар і секретар єпископа Ґерли. Під час Першої світової війни був капеланом румунських вояків у австро-угорській армії; нагороджений офіцерським хрестом ордена Франца Йосифа.

### Єпископ
21 квітня 1917 був призначений єпископом Ґерли візантійсько-румунського обряду. 4 грудня 1917 року прийняв єпископську хіротонію в Блажі з рук архієпископа Віктора Міхали де Апша, архієпископа Фаґараша і Альба-Юлії.
5 червня 1930 року ім'я єпархії було змінено на Клуж-Ґерла і він переїхав до міста Клуж. З 19 липня 1930 по 31 січня 1931 року апостольський адміністратор єпархії Марамурешу. 16 вересня 1936 року призначений асистентом Папського Трону. З 29 серпня 1941 по 1947 рік апостольський адміністратор єпархії Ораді. Оскільки він виступав проти планів уряду щодо відлучення греко-католицької церкви від Святого Престолу, то 28 жовтня 1948 року був змушений залишити свою єпархію. У 1948—1964 роках перебував в ув'язнені в Джилаві, Драгославелі, Сигіті і Ґерлі. У 1964—1970 роках був ув'язнений у монастирі Моара Сарача поблизу Бухареста.

### Кардинал
На консисторії 28 квітня 1969 року папа Павло VI підніс його до гідності кардинала in pectore. Публічно Павло VI оголосив його ім'я на консисторії 5 березня 1973 року, вже після його смерті.
У травні 1970 року, через поганий стан здоров'я, Юліу Хоссу був переведений в лікарню Колентіна в Бухаресті і там помер 28 травня 1970 року. Похований на католицькому кладовищі в Бухаресті.

## Беатифікаційний процес
19 березня 2019 року папа Франциск уповноважив Конгрегацію в справах святих оприлюднити декрет про визнання мученицької смерті греко-католицьких румунських єпископів Валеріу Траяна Френціу, Васіле Афтеніє, Йоана Сучіу, Тита Лівіу Кінезу, Йоана Белана, Александру Русу і Юліу Хоссу, «вбитих з ненависті до віри в різних місцевостях Румунії між 1950 і 1970 роками».
25 березня 2019 року було підтверджено, що Папа Франциск беатифікує Хоссу та інших прелатів 2 червня під час Літургії на полі Свободи в Блажі.
Проголошений блаженним 2 червня 2019 року папою Франциском під час Святої Літургії в місті Блаж.